# Абремовщина
Абремовщина (біл. вёска Абрэмаўшчына) — село в складі Молодечненського району Мінської області, Білорусь. Село підпорядковане Красненській сільській раді, розташоване в західній частині області.